# Olivet (Loiret)
Olivet – miejscowość i gmina we Francji, w Regionie Centralnym, w departamencie Loiret.
Według danych na rok 1990 gminę zamieszkiwały 17 572 osoby, a gęstość zaludnienia wynosiła 751 osób/km² (wśród 1842 gmin Regionu Centralnego Olivet plasuje się na 14. miejscu pod względem liczby ludności, natomiast pod względem powierzchni na miejscu 547.).